# 埃纳省
埃纳省（法語：Aisne，法語發音：[ɛːn] ⓘ）是法国的第02省，位于上法兰西大区，它因流经的同名河流埃纳河而得名。

## 历史
埃纳省是1790年创建的83个省之一，它由法兰西岛省的一部分（拉昂地区 Laonnois、苏瓦松地区 Soissonais、努瓦永地区 Noyonais、瓦卢瓦），皮卡第省的一部分（蒂耶拉什, Vermandois）以及香槟省的一部分组成的。
在第一次世界大战中，数场战斗在该地展开。德国人在1918年对贵妇小径的争夺是其中最著名的，它也被称为第二次埃纳战役。

## 地理

### 地形

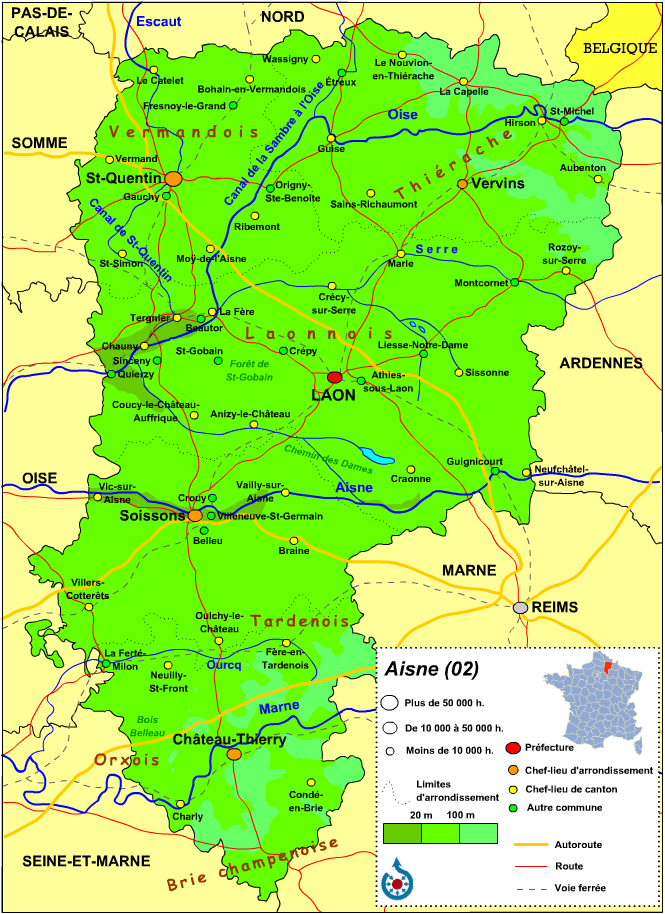
埃纳省的地图

埃纳省被诺尔省、索姆省、瓦兹省、塞纳-马恩省、马恩省以及阿登省围绕，同时它也与比利时接壤。
该省的地形较为平坦，只有中心隆起一个外露层，中世纪古城拉昂（Laon）坐落其上。虽然较为偏远的圣康坦（Saint-Quentin）人口是其三倍，这个位置还是使得拉昂成为了省府。

### 流经河流
斯海尔德河、埃纳河、马恩河、烏爾克河、韦勒河、索姆河、瓦兹河和塞尔河。

### 主要城市
- 拉昂 (Laon)
- 圣康坦 (Saint-Quentin)
- 苏瓦松 (Soisson)
- 泰尔尼耶 (Tergnier)
- 绍尼 (Chauny)
- 伊尔松 (Hirson)
- 维莱科特雷 (Villers-Cotterêts)

## 气候
年降水量平均500至750毫米。

## 经济
农业主导当地经济。拉昂市是一个“分水岭”：省的南部多为树木繁茂的地区，而从该市以北开始种植甜菜（七十年代的甜菜生产危机标志了当地农业的衰落）。Guise则是埃纳省北部的农业中心。此外，牛羊的饲养业也比较发达，四处遍布大大小小的牧场。
工业方面，丝、棉、毛织品繁荣于圣康坦和其它城镇。圣戈班是起源于当地的著名玻璃制造商，它的业务开始于十七世纪，为凡尔赛宫镜厅提供装饰。

## 人口
埃纳省包括几个中等城市，每个城市环绕着许多很小的村庄。该省在十九世纪下半叶出现了乡村人口外流，造成了总人口的下降，而这种情况部分被本地的工业发展所平衡。而两次世界大战对当地的人口造成很大的影响，而战后逐渐回升到1900年的水平。三十多年来，该地的工业衰退引发了人口的停滞。而只有该省西南部靠近大巴黎的地区仍有人口增长。

## 文化
在第一次世界战争中相当数量的建筑名胜被破坏，但是在保存下来的建筑中，拉昂等地的中世纪教堂仍具举足轻重的价值。已荒废的La Ferté-Milon城堡则在战争中躲过了进一步的破坏。